# Beaver (rzeka)
Battle – rzeka o długości 491 km w kanadyjskich prowincjach Alberta (źródło) i Saskatchewan (ujście). Bierze swój początek w jeziorze Beaver, dopływ rzeki Churchill.